# فاديم فيرسوف
فاديم فيرسوف (بالروسية: Фирсов, Вадим Николаевич)‏ هو لاعب كرة قدم روسي في مركز الوسط، ولد في 22 يونيو 1978 في موسكو في روسيا. لعب مع أفانجارد كورسك وزوريا لوهانسك.

## وصلات خارجية
- فاديم فيرسوف على موقع قاعدة بيانات كرة القدم.إي يو (الإنجليزية)
- فاديم فيرسوف على موقع Soccerway.com (الإنجليزية)